# Mauritius (heilige)
De heilige Mauritius (Thebe, Egypte, 3e eeuw – Agaunum, Zwitserland, 287), volgens de Legenda Aurea een Romeins soldaat en martelaar uit de derde eeuw, is de christelijke schutspatroon die bescherming geeft tegen lawines. De heilige Mauritius wordt gezien als de aanvoerder (primicerius) van het Thebaanse Legioen. Hij wordt vooral in de Alpenlanden vereerd. Hij is ook een hoog aangeschreven heilige in de Koptisch-Orthodoxe Kerk in de landen waar hij oorspronkelijk vandaan kwam, uit Meroë (het huidige Soedan).

## Biografie
Volgens hagiografische bronnen werd het Thebaanse Legioen, volledig bestaand uit christenen vanuit Thebe in Egypte naar noord Gallië gestuurd om daar in opdracht van keizer Maximianus een opstand van de Bagaudae neer te slaan. Volgens de legende moesten ze in 287, na aankomst in Agaunum (het huidige Saint-Maurice in de Zwitserse Alpen), offers brengen aan de Romeinse goden en de keizer vereren. Bovendien werd hen bevolen om de lokale christenen te vervolgen. Toen ze weigerden gaf Maximianus opdracht om de ongehoorzaamheid te bestraffen door elke tiende soldaat te doden, een militaire straf die bekendstond als decimeren. De bevelen werden herhaald, maar weer weigerde men, hierdoor aangemoedigd door Mauritius, te gehoorzamen. Opnieuw werd elke tiende soldaat voor straf gedood, en dit herhaalde zich nog enkele malen. Ten slotte gaf Maximianus opdracht alle nog resterende legionairs te martelen en vervolgens te executeren omdat ze niet op hun weigering het dienstbevel uit te voeren terugkwamen. De plaats waar dit gebeurde heet nu naar Mauritius, Saint Maurice-en-Valais. In deze kleine stad is ook de Abdij van Sint-Mauritius gevestigd.
De oudste vermelding van hun martelaarschap, staat in een handschrift van bisschop Eucherius van Lyon (434-450) dat hij aan bisschop Salvius stuurde. Hierin verwees hij naar het verhaal dat de lichamen van de martelaren door bisschop Theodorus van Octodurum (Martigny) zouden zijn gevonden en dat deze boven hun graf een kerk had laten bouwen. Dit zou tussen 388 en 394 hebben plaatsgevonden. Over de werkelijke aantallen van de Thebaanse martelaren zijn historici en hagiografen het niet eens. Duidelijk is dat het getal 6666 symbolisch is en dat om een veel kleiner aantal zou gaan. Ook de herkomst van de soldaten staat ter discussie, er zijn nooit bewijzen gevonden voor een uit Thebe afkomstig legioen.

## Verering
In de vroege middeleeuwen werd Mauritius vooral als lid van de groep van Thebaanse legionairs vereerd. Deze vroege verering was vooral te vinden bij de executieplaats en wordt beschreven en bevestigd door de heilige Theodorus die de beenderen als relieken had gevonden en deze in een schrijn in de basiliek liet plaatsen, welke men boven de vindplaats ‘Cour du Martolet’ bouwde. Deze basiliek groeide uit tot een bedevaartsoord, waar vele pelgrims naartoe reisden. De overblijfselen hiervan zijn nog steeds te zien. Eucherius van Lyon gaf de cultus een nieuwe impuls met zijn handschrift. In de ‘Martyrologium Hieronymianum’ uit 392 ook wel genoemd ‘Martyrologium sancti Hieronomi’ welke toegeschreven werd aan Hiëronymus van Stridon duiken de namen van Mauritius en zijn Thebaanse metgezellen ook op.
In 515 werd door Sigismund, de eerste katholieke koning van het koninkrijk Bourgondië, bij deze vindplaats de Abdij van Sint-Mauritius gebouwd, waardoor het pelgrimsoord een professionelere opzet kreeg. De eerste paus die het graf van Mauritius bezocht was paus Stefanus (II), die in 753 op weg was naar het noorden om met de Frankische koning Pepijn de Korte te onderhandelen, de koning kwam echter niet opdagen. Een andere hoge Karolingische bezoeker was de laatste Karolingische koning, Karel de Kale in 875.

De heilige Mauritius draagt in het wapen van Sankt Moritz een vaandel met een kruis.

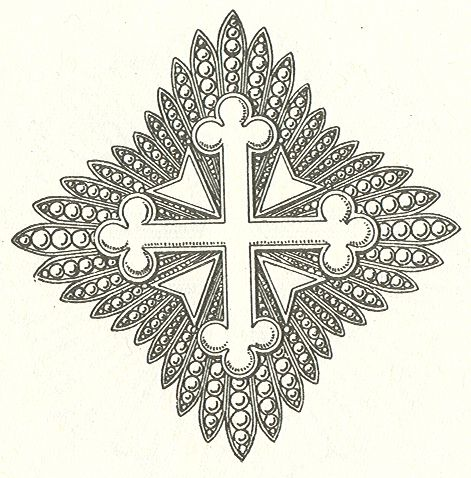
Ket kruis van Sint-Lazarus en het schuinkruis van de heilige Mauritius op de plaque van de Orde van Sint-Mauritius en Sint-Lazarus

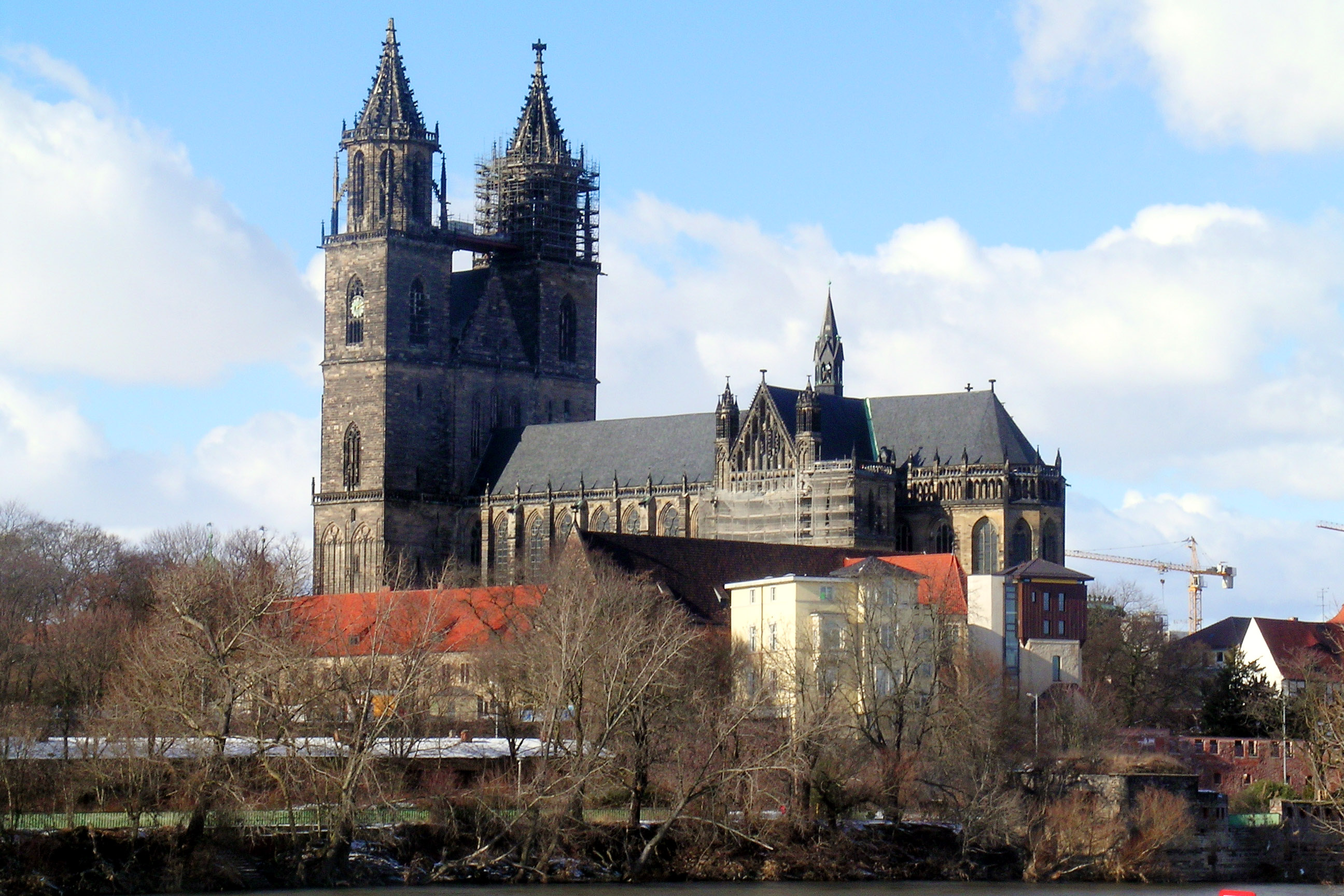
De Dom van Maagdenburg genoemd naar Sint-Mauritius

Wapenschild van Sint-Mauritius

Sint-Mauritius werd de patroonheilige van de keizers van het Heilige Roomse Rijk. In 926 stond Hendrik de Vogelaar zelfs het huidige Zwitserse kanton van Aargau af aan de abdij, in ruil voor de lans, zwaard en sporen van Sint-Mauritius. In 961 werden de relikwieën van Mauritius en andere legionairs door keizer Otto I de Grote naar de nieuwe kathedraal in Maagdenburg overgebracht. Deze Dom van Maagdenburg werd evenals de abdij oorspronkelijk gewijd aan Sint Mauritius. Het zwaard en de sporen waren tot 1916 als kroonjuwelen in het bezit van de keizerlijke dynastieën van Oostenrijk-Hongarije en als attributen onderdeel bij de kroningsrituelen tot en met de Habsburge dynastie. Bovendien werden enkele keizers gezalfd voor het altaar van Sint Mauritius in de Sint-Pietersbasiliek in Rome.
Mauritius wordt traditioneel afgebeeld als ridder in volledig harnas, dikwijls met een rood kruis als wapenschild op de borst. Soms wordt hij als Moor afgebeeld, vaak ook als Egyptische Kopt met een donkere huidskleur. Ook in de Legenda Aurea wordt Mauritius samen met andere heiligen van het Thebaanse Legioen, zoals Victor van Xanten en Gereon van Keulen, genoemd. Ook droegen ze een gelijkbenig kruis met ronde uiteinden, het zogenaamde Occitaanse kruis dat veel overeenkomsten vertoont met het Koptische kruis. Enkele van deze heiligen worden vernoemd in het Martyrologium Romanum.
De Koptische Griekse naam ‘Maurikios’ komt op veel oude manuscripten op papyrus voor en heeft veel overeenkomsten met het Romaanse ‘Mauritius’. In de folklore is hij verbonden aan de legende van de heilige lans geworden, die hij verondersteld werd als wapen te hebben gedragen. Zijn naam is gegraveerd op de ‘Heilige Lans van Wenen’, waarvan gedacht wordt dat het de ‘lans van Longinus’ zou kunnen zijn, de speer, waarmee Jezus aan het kruis in de zijde werd gestoken. Sint-Mauritius heeft zijn naam aan diverse plaatsen gegeven zoals Sankt Moritz, diverse Franstalige plaatsen (ca. 52) met Saint-Maurice in de naam. De eilandstaat in de Indische Oceaan, de republiek Mauritius is niet naar de heilige genoemd maar naar prins Maurits van Oranje-Nassau van het Nederlandse koninklijke huis van Oranje, die zijn naam via zijn moeder Anna van Saksen kreeg.
Meer dan 650 godsdienstige stichtingen gewijd aan Sint-Mauritius kunnen in Frankrijk en andere Europese landen gevonden worden.
Verscheidene ridderlijke orden werden eveneens gevestigd in zijn eer, met inbegrip van de Orde van het Gulden Vlies en de Orde van Sint-Mauritius en Sint-Lazarus
Sint-Mauritius is de patroonheilige van soldaten, wapensmeden en diverse nationale legers of legereenheden. Ook is hij de patroon van wevers, stoffenververs en diverse Zwitserse, Franse, Duitse, Oostenrijkse en Italiaanse steden en dorpen. Zijn feestdag is op 22 september in de Rooms-Katholieke Kerk en op 5 oktober= 5 Thout in de Koptisch-Orthodoxe Kerk.

## Trivia
De Oostenrijkse brouwerij Mohrenbrauerei gebruikt een logo waarbij naar eigen zeggen de heilige Mauritius in afgebeeld is. In 2020 wordt de Mohrenbrauerei ervan beschuldigd, een racistisch stereotypering te gebruiken.

## Galerij

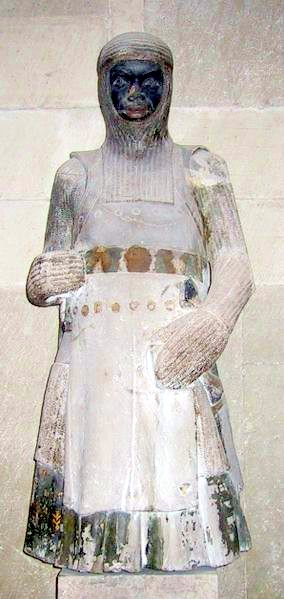
13e-eeuws standbeeld van Sint-Mauritius Bij de Dom van Maagdenburg.
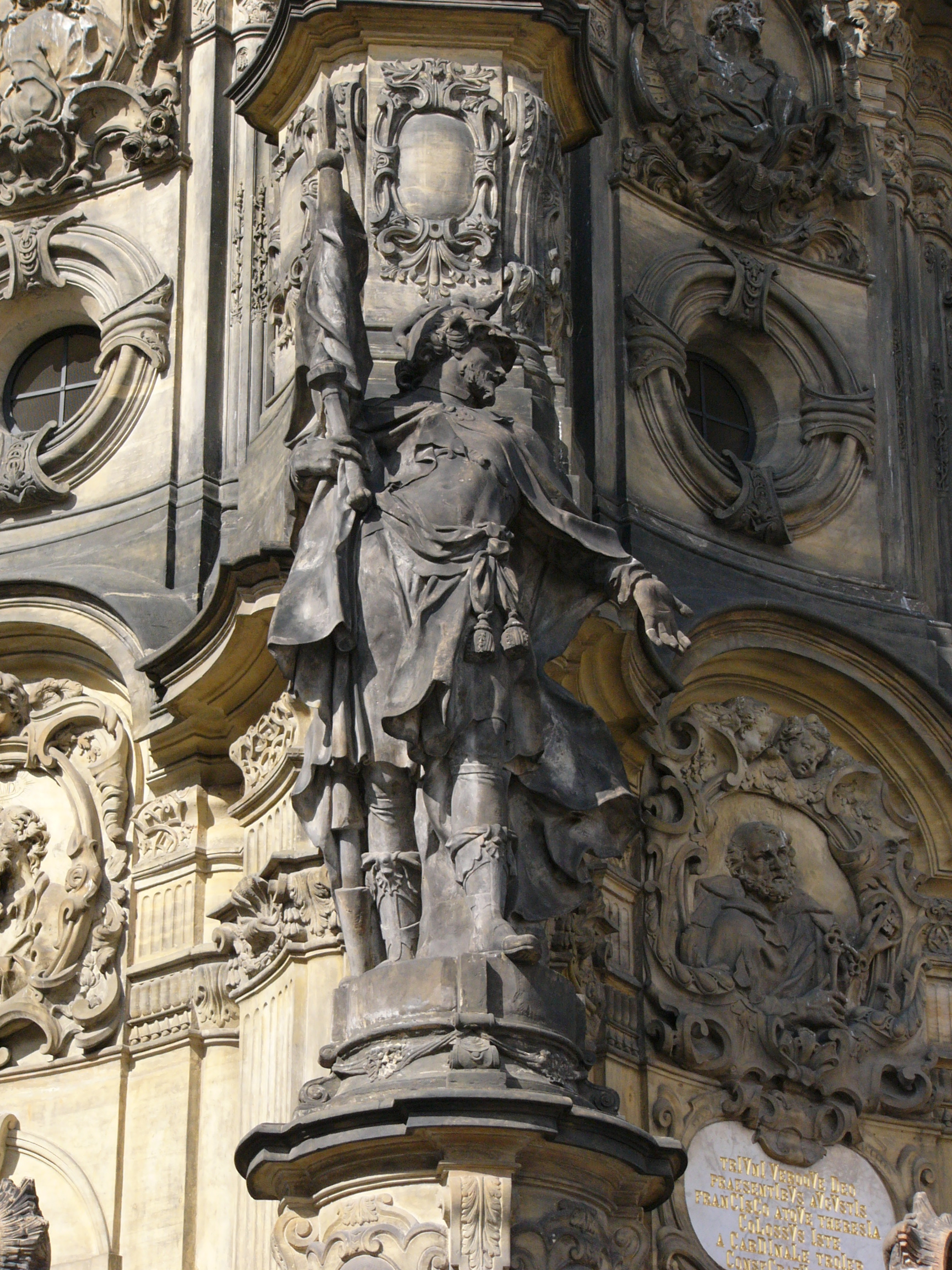
18e-eeuws Barokke sculptuur van Sint-Mauritius op de Zuil van de Heilige Drie-eenheid in Olomouc, wat destijds een deel was van de Habsburgse monarchie, hedendaags in Tsjechië.
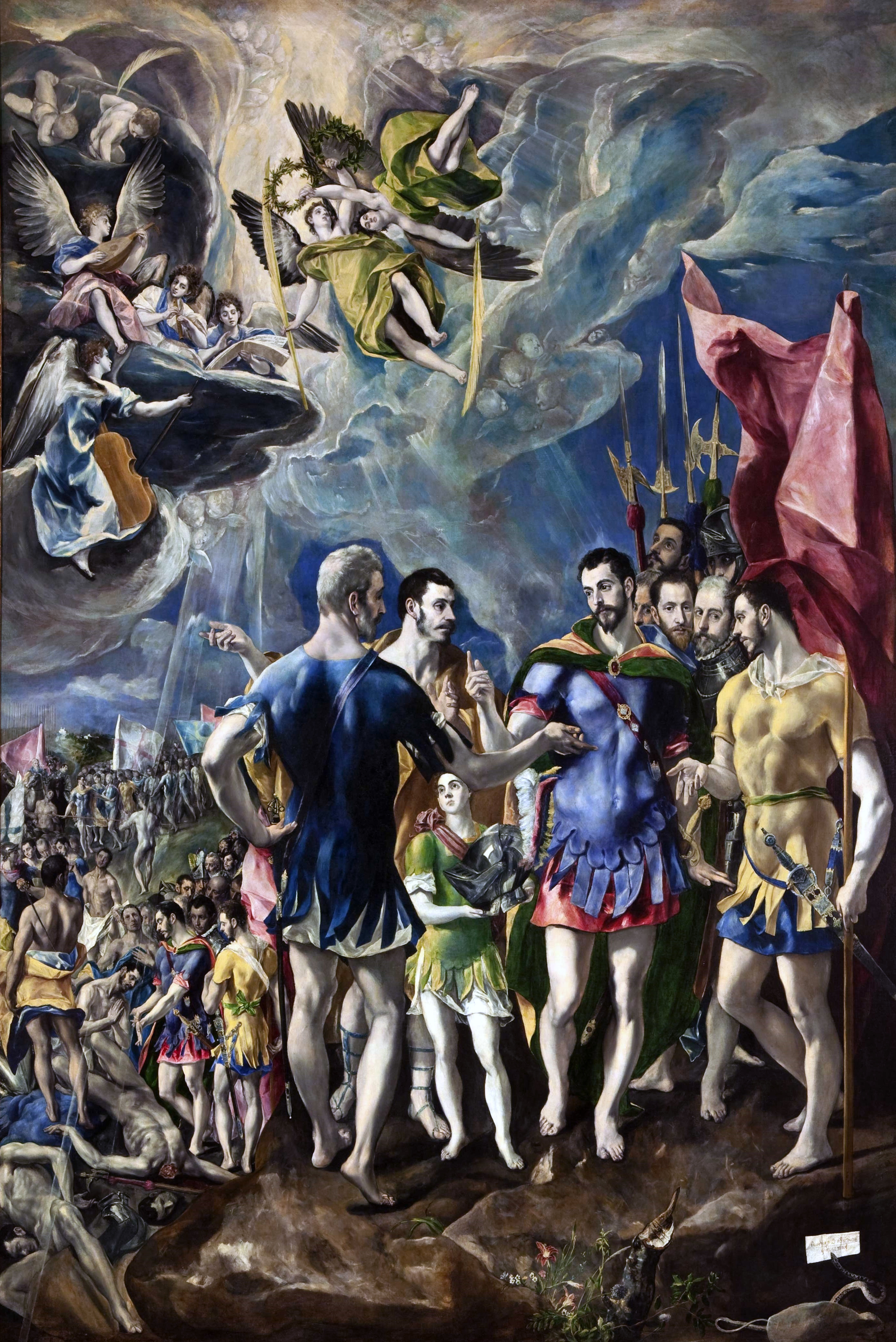
"Het martelaarschap van Sint-Mauritius" door El Greco. 1580-1582
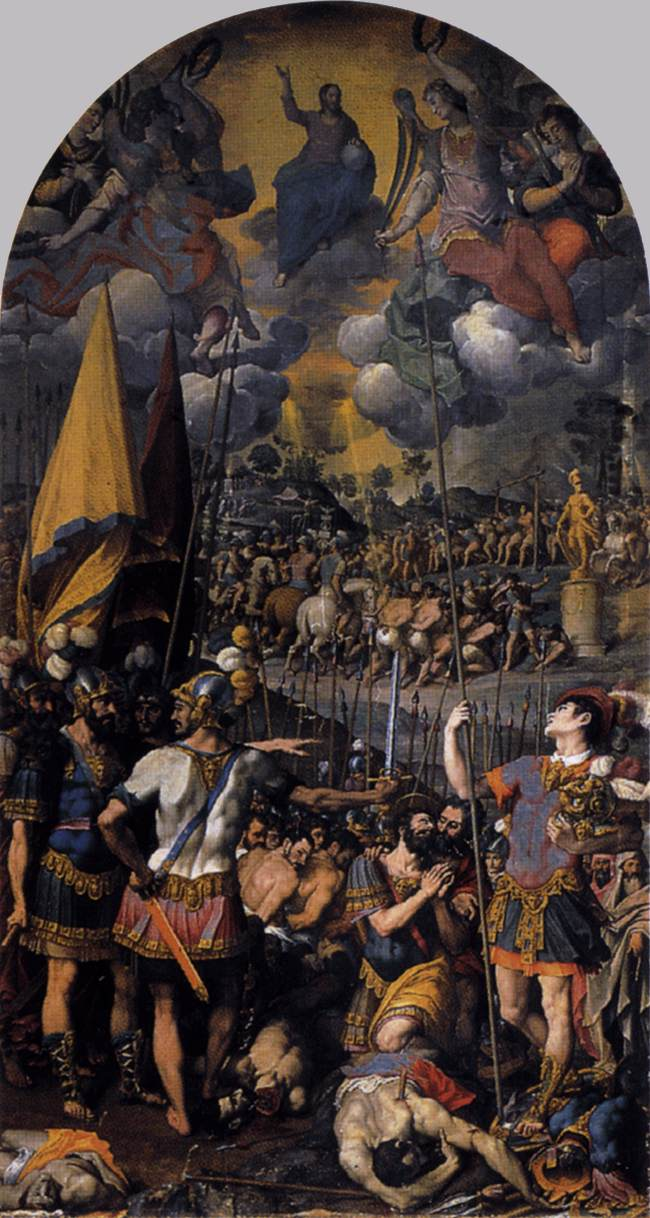
"Het martelaarschap van Sin-Mauritius" door Romulo Cincinato. 1583.
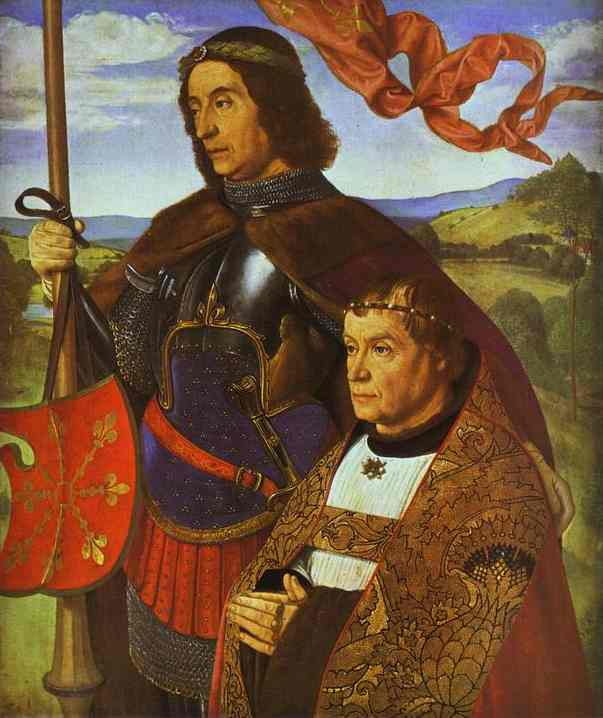
Jean Hey. "Portret van Francis de Chateaubriand begeleid door St. Mauritius. 1500". Glasgow Museums and Art Galleries, Glasgow, UK.
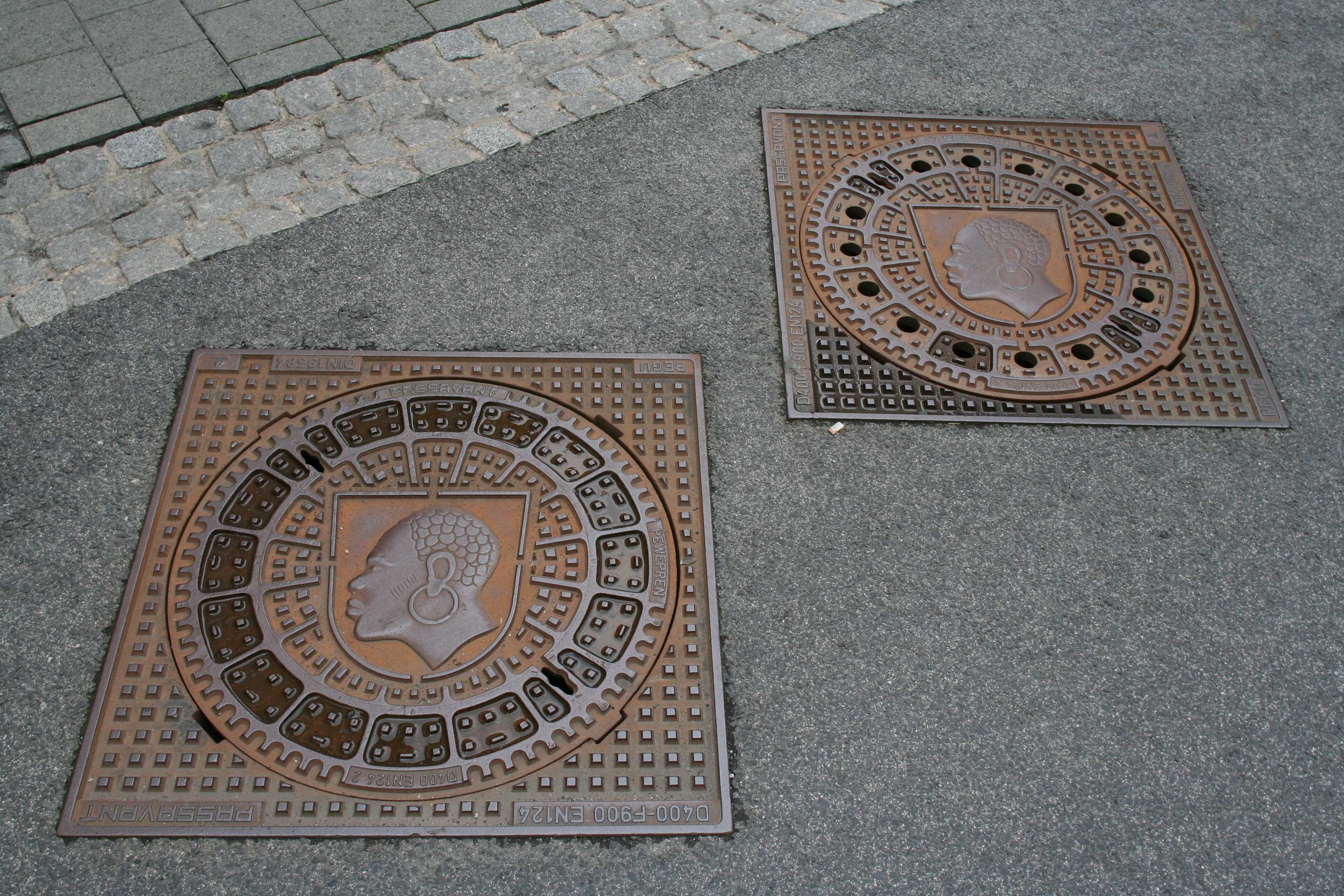
Sint Mauritius in de stad Coburg op het wapenschild.
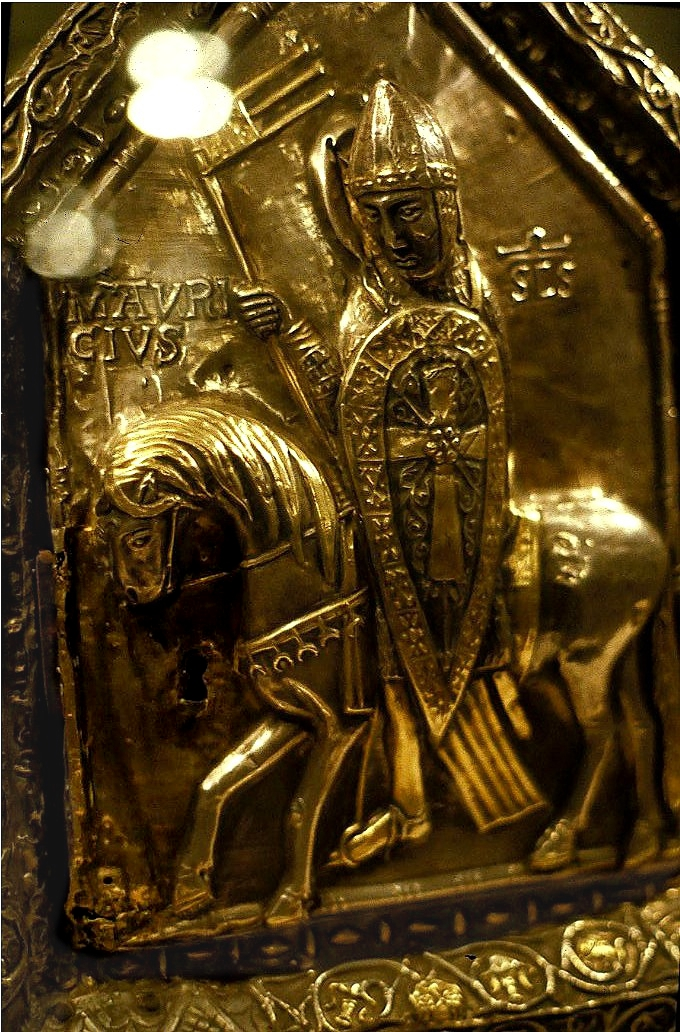
Reliëf van Sint-Mauritius op de schrijn van Sint-Sigismund. 12e-eeuws. Abbaye de Saint-Maurice, Saint-Maurice, Zwitserland.
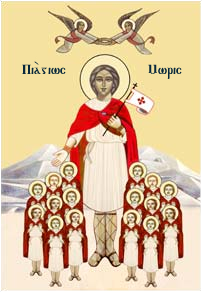
Koptische Icoon van Sint-Mauritius en metgezellen.